# Hottentothaas
De hottentothaas of vleihaas (Bunolagus monticularis) is een ernstig bedreigde haasachtige, de enige soort uit het geslacht Bunolagus. De hottentothaas komt enkel voor in het centrale en zuidelijke deel van de Karoo, een halfwoestijn in de Zuid-Afrikaanse Kaapprovincie.

## Kenmerken
De hottentothaas is een middelgrote haasachtige. Hij is te herkennen aan de opvallende tekening: een donkerbruine streep loopt van de mondhoeken over de wangen naar het begin van de oren en scheidt de witte kin en keel van de donkere snuit en wangen. Verder zijn de bovenste randen van de oren wit en loopt er een witte ring om de ogen. De vacht is op de bovenzijde vaalgrijs tot donkerbruin en zwartgespikkeld, maar roomkleurig op de buik. Achter de oren bevindt zich een roodbruine achterhoofdsvlek. Het pluimstaartje (70-108mm) is geheel grijsbruin van kleur, met wat donkerdere haren bij de staartpunt. De oren zijn groot (107–124 mm) en beweeglijk. De ledematen zijn relatief kort met een dikke vacht. De achtervoeten zijn breed.
De kop-romplengte is tussen de 337 een 440 mm. Vrouwtjes worden groter dan mannetjes: mannetjes worden ongeveer 1,5 kg zwaar, vrouwtjes wel 1,8 kg.

## Gedrag
De hottentothaas voedt zich voornamelijk met de bloemen en bladeren van oevervegetatie als Salsola, Kochia en Mesembryanthemum, in het regenseizoen aangevuld met gras. Het is een nachtdier, overdag verschuilt hij zich in een kort ondiep hol onder de schaduwzijde van een struik. De haas sluit het hol af met rommel als het niet in gebruik is.
Het is een solitaire soort, met een territorium van ongeveer 13 hectare voor vrouwtjes, 20 hectare voor mannetjes. Territoria van dieren van hetzelfde geslacht zijn gescheiden, territoria van mannetjes overlappen die van meerdere vrouwtjes. Een vrouwtje is tussen augustus en mei vruchtbaar. De jongen worden geboren na een draagtijd van 35 tot 36 dagen in een met gras en vacht bekleed hol. Zij wegen dan ongeveer veertig gram. De hottentothaas plant zich voor een haasachtige opmerkelijk traag voort: een vrouwtje kent slechts één worp per jaar, bestaande uit een of twee jongen. Doordat de gemiddeld levensverwachting voor de haas slechts drie jaar is (in gevangenschap maximaal vijf jaar), brengt een vrouwtje in haar leven slechts vier nakomelingen voort.

## Verspreiding en leefgebied
De hottentothaas is endemisch voor de Karoo, een halfwoestijn in Zuid-Afrika. Binnen dit gebied heeft hij een beperkte verspreiding: de haas komt enkel voor in de dichte oeverbegroeiing langs de tijdelijke rivieren die door de centrale en zuidelijke Karoo stromen. Deze oevers worden gedomineerd door halofyten als Salsola en Lycium. Buiten de rivieroevers kan hij niet overleven, omdat enkel de alluviale grond van de uiterwaarden stevig genoeg is voor de haas om zijn holen in te graven.

## Bedreiging
De hottentothaas is een van de meest bedreigde haasachtigen. Op de Rode Lijst van de IUCN heeft de soort de kritieke status gekregen, het enige lid van de familie der hazen en konijnen (Leporidae) met deze status. Geschat wordt dat er niet meer dan 250 paartjes zijn, verdeeld over tien gefragmenteerde subpopulaties. Geen van deze subpopulaties bevat meer dan vijftig dieren. Deze aantallen blijven afnemen. Waarschijnlijk is de afgelopen zeventig jaar de populatie met meer dan 60% afgenomen, en verwacht wordt dat tussen 2002 en 2022 de populatie nog eens met 10% zal afnemen.
De belangrijkste bedreiging voor de hottentothaas is verlies van habitat aan de landbouw. Anders dan in de rest van de Karoo zijn de riviergronden waar de haas leeft zeer rijk aan voedingsstoffen en daardoor uitermate geschikt voor de landbouw. Door akkerbouw en overbegrazing door vee is een groot deel van het oorspronkelijke leefgebied van de hottentothaas verloren gegaan of gefragmenteerd. Uitwisseling van dieren tussen de gefragmenteerde gebieden is vrijwel onmogelijk door de aanleg van hekken, bedoeld om jakhalzen buiten te houden. Andere bedreigingen vormen de jacht, onopzettelijke vangst in vallen bedoeld voor plaagdieren, predatie door verwilderde honden en katten en de aanleg van dammen in de rivieren.

### Beschermingsmaatregelen
Om het voortbestaan van de hottentothaas veilig te stellen, hebben verscheidene organisaties het Riverine Rabbit Conservation Project opgezet. Onder de organisaties bevinden zich het Ministerie van Landbouw, de universiteiten van Pretoria en Stellenbosch, de Zuid-Afrikaanse Nationale Parken, de natuurbeschermingsafdelingen van de West- en Noord-Kaap en de Endangered Wildlife Trust's Riverine Rabbit Working Group (EWT-RRWG). Dit project probeert de laatste delen geschikt habitat te beschermen en landeigenaren en het publiek bewust te maken van het lot van het dier.
Vooral het bereiken van de landeigenaren is hierbij van groot belang, aangezien vrijwel alle geschikte leefgebieden zich bevinden op privé-(landbouw)grond. Het leefgebied van de hottentothazen wordt op dit moment nog niet beschermd door een nationaal park of natuurreservaat, en is dus geheel afhankelijk van de wil van de landeigenaren. Het project moedigt de landeigenaren aan om de hazenpopulatie op hun grond en eventueel geschikte grond te beschermen. Op dit moment zijn er drie beschermde gebieden opgezet, twee in West-Kaap en een in Noord-Kaap. Het doel is om meer grond te beschermen en deze met elkaar te verbinden via een netwerk van kern- en bufferzones.
In 1987 is geprobeerd een fokprogramma op te starten. Deze is echter mislukt, onder andere door een hoog sterftecijfer onder de hazen en doordat dieren werden uitgezet in een nationaal park zonder geschikt habitat. De IUCN adviseert om meer onderzoek te doen naar de leefwijze van de hazen en een tweede fokprogramma op te starten.